# اطاق سرا (لاريجان السفلي)
اطاق سرا (بالفارسية: اطاق‌سرا) هي قرية تقع في إيران في قسم لاریجان السفلی الريفي.